# Премія «Сезар» за найкращий звук
Премія «Сезар» за найкращий звук (фр. César du meilleur son) — одна з основних нагород Академії мистецтв та технологій кінематографа Франції у рамках національної кінопремії «Сезар», яку присуджують починаючи з першої церемонії у 1976 році.

## Лауреати та номінанти
Імена переможців виділено окремим кольором

### 1970-і
| Церемонія   | Фільм (українська назва)      | Оригінальна назва             | Звукооператор(и)              |
| ----------- | ----------------------------- | ----------------------------- | ----------------------------- |
| 1-ша (1976) | • Чорний місяць               | Black Moon                    | Нара Коллері та Люк Періні    |
| 1-ша (1976) | • Лю-дина                     | Hu-Man                        | Гаррік Маурі та Гаральд Маурі |
| 1-ша (1976) | • Пісні Індії                 | India Song                    | Мішель Віонне                 |
| 1-ша (1976) | • Стара рушниця               | Le Vieux Fusil                | Бернар Абой                   |
| 2-га (1977) | • Мадо                        | Mado                          | Жан-П'єр Ру                   |
| 2-га (1977) | • Бароко                      | Barocco                       | Поль Лене                     |
| 2-га (1977) | • Найкращий спосіб маршування | La Meilleure Façon de marcher | Поль Лене                     |
| 2-га (1977) | • Я тебе кохаю… Я тебе теж ні | Je t'aime moi non plus        | Антуан Бонфаті                |
| 2-га (1977) | • Месьє Кляйн                 | Monsieur Klein                | Жан Лабюсьє                   |
| 3-тя (1978) | • Провидіння                  | Providence                    | Жак Момон                     |
| 3-тя (1978) | • М'ятна содова               | Diabolo menthe                | Бернар Обуї                   |
| 3-тя (1978) | • Скажіть їй, що я її кохаю   | Dites-lui que je l'aime       | Поль Лене                     |
| 3-тя (1978) | • Кіготь і зуб                | La Griffe et la Dent          | Франсуа Бель та П'єр Лей      |
| 3-тя (1978) | • Усе життя попереду          | La Vie devant soi             | Жан-П'єр Ру                   |
| 4-та (1979) | • Дикий стан                  | L'État sauvage                | Вільям-Роберт Сівел           |
| 4-та (1979) | • Джудіт Терпов               | Judith Therpauve              | Гаральд Маурі                 |
| 4-та (1979) | • Мольєр                      | Molière                       | Алікс Комте                   |
| 4-та (1979) | • У кожного свій шанс         | Une histoire simple           | П'єр Ленуар                   |
| 5-та (1980) | • Світло жінки                | фр. Clair de femme            | П'єр Ґаме                     |
| 5-та (1980) | • Мартін і Леа                | Martin et Léa                 | Ален Лашассань                |
| 5-та (1980) | • Парсіфаль Гальский          | Perceval le Gallois           | Жан-П'єр Ру                   |
| 5-та (1980) | • Повернення до коханої       | Retour à la bien-aimée        | П'єр Ленуар                   |

### 1980-і
| Церемонія    | Фільм (українська назва)     | Оригінальна назва           | Звукооператор(и)                                         |
| ------------ | ---------------------------- | --------------------------- | -------------------------------------------------------- |
| 6-та (1981)  | • Останнє метро              | Le Dernier Métro            | Мішель Лоран                                             |
| 6-та (1981)  | • Банкірша                   | La Banquière                | Жан-П'єр Ру                                              |
| 6-та (1981)  | • Прямий репортаж про смерть | La Mort en direct           | Мішель Деруа                                             |
| 6-та (1981)  | • Поганий син                | Un mauvais fil              | П'єр Ленуар                                              |
| 7-ма (1982)  | • Діва                       | Diva                        | Жан-П'єр Ру                                              |
| 7-ма (1982)  | • Під попереднім слідством   | Garde à vue                 | Поль Лене                                                |
| 7-ма (1982)  | • Болеро                     | Les Uns et les Autres       | Гаральд Морі                                             |
| 7-ма (1982)  | • Мальвіль                   | Malevil                     | П'єр Ґаме                                                |
| 8-ма (1983)  | • Перехожа з Сан-Сусі        | La Passante du Sans-Souci   | Вільям-Роберт Сівел та Клод Війян                        |
| 8-ма (1983)  | • Дантон                     | Danton                      | Жан-П'єр Ру                                              |
| 8-ма (1983)  | • Буремні сорокові           | Les Quarantièmes rugissants | П'єр Ґаме та Жак Момон                                   |
| 8-ма (1983)  | • Кімната у місті            | Une chambre en ville        | Андре Ерве                                               |
| 9-та (1984)  | • Чао, блазень               | Tchao Pantin                | Жерар Лампс та Жан Лабузьє                               |
| 9-та (1984)  | • Гроші                      | L'Argent                    | Жан-Луї Уґгетто, Люк Єрсен                               |
| 9-та (1984)  | • Офіціант                   | Garçon !                    | П'єр Ленуар та Жак Момон                                 |
| 9-та (1984)  | • Смертельна поїздка         | Mortelle Randonnée          | Моріс Жільбер, Поль Лане та Надін М'юз                   |
| 10-та (1985) | • Кармен                     | Carmen                      | Ґай Левель та Домінік Еннекен                            |
| 10-та (1985) | • Кохання до смерті          | L'Amour à mort              | П'єр Ґаме та Жак Момон                                   |
| 10-та (1985) | • Форт Саган                 | Fort Saganne                | П'єр Ґаме, Жан-Поль Любліє та Клод Війян                 |
| 10-та (1985) | • Спогади, спогади           | Souvenirs, Souvenirs        | Бернар Ле Рух, Ґійом Сіама та Клод Війян                 |
| 11-та (1986) | • Підземка                   | Subway                      | Люк Періні, Гаральд Морі, Гаррік Морі та Жерар Лам       |
| 11-та (1986) | • Гарем                      | Harem                       | П'єр Ґаме та Домінік Еннекен                             |
| 11-та (1986) | • Зухвала дівчинка           | L'Effrontée                 | Поль Лане та Жерар Лам                                   |
| 11-та (1986) | • Побачення                  | Rendez-vous                 | Домінік Еннекен та Жан-Луї Уґгетто                       |
| 12-та (1987) | • Опівнічний джаз            | Autour de minuit            | Вільям Флаголле, Мішель Деруа, Клод Війян та Бернар Леро |
| 12-та (1987) | • Жан де Флоретт             | Jean de Florette            | П'єр Ґаме, Домінік Еннекен та Лорен Куаґліо              |
| 12-та (1987) | • Вечірня сукня              | Tenue de soirée             | Бернар Бат та Домінік Еннекен                            |
| 12-та (1987) | • Тереза                     | Thérèse                     | Домінік Далмас та Ален Лашассань                         |
| 13-та (1988) | • До побачення, діти         | Au revoir les enfants       | Жак-Клод Лоре, Клод Війян та Бернар Леро                 |
| 13-та (1988) | • Безневинні                 | Les Innocents               | Домінік Еннекен та Жан-Луї Уґгетто                       |
| 13-та (1988) | • Закоханий чоловік          | Un homme amoureux           | Бернар Бат та Жерар Лам                                  |
| 14-та (1989) | • Блакитна безодня           | Le Grand Bleu               | Франсуа Гру, Жерар Лам та П'єр Бефв                      |
| 14-та (1989) | • Камілла Клодель            | Camille Claudel             | François Groult, Домінік Еннекен та Ґійом Сіама          |
| 14-та (1989) | • Ведмідь                    | L'Ours                      | Бернар Ле Рух, Лорен Куфґліо та Клод Війян               |
| 15-та (1990) | • Мосьє Ір                   | Monsieur Hire               | Pierre Lenoir та Домінік Еннекен                         |
| 15-та (1990) | • Бункер «Палас-готель»      | Bunker Palace Hôtel         | П'єр Ґаме та Клод Війян                                  |
| 15-та (1990) | • Життя і більше нічого      | La Vie et rien d'autre      | Мішель Деруа, Вільям Флаголле та Жерар Лам               |

### 1990-і
| Церемонія    | Фільм (українська назва)               | Оригінальна назва                               | Звукооператор(и)                                        |
| ------------ | -------------------------------------- | ----------------------------------------------- | ------------------------------------------------------- |
| 16-та (1991) | • Сірано де Бержерак                   | Cyrano de Bergerac                              | П'єр Ґаме та Домінік Еннекен                            |
| 16-та (1991) | • Нікіта                               | Nikita                                          | Мішель Барлієр, П'єр Бефв та Жерар Ламп                 |
| 16-та (1991) | • Нова хвиля                           | Nouvelle Vague                                  | П'єр-Ален Бессе, Анрі Морель та Франсуа Мусі            |
| 17-та (1992) | • Усі ранки світу                      | Tous les matins du monde                        | Жерар Ламп, П'єр Ґаме та Анна Ла Кампіон                |
| 17-та (1992) | • Делікатеси                           | Delicatessen                                    | Венсан Арнарді та Жером Тіо                             |
| 17-та (1992) | • Ван Гог                              | Van Gogh                                        | Жан-П'єр Дюре та Франсуа Ґру                            |
| 18-та (1993) | • Індокитай                            | Indochine                                       | Домінік Еннекен та Гійом С'яма                          |
| 18-та (1993) | • Акомпаніаторка                       | L'Accompagnatrice                               | Поль Лане та Жерар Ламп                                 |
| 18-та (1993) | • Крижане серце                        | Un cœur en hiver                                | П'єр Ленуар та Жан-Поль Любліє                          |
| 19-та (1994) | • Три кольори: Синій                   | Trois Couleurs : Bleu\|Trois Couleurs : Bleu    | Вільям Флаголе та Жан-Клод Лоре                         |
| 19-та (1994) | • Жерміналь                            | Germinal                                        | П'єр Ґаме та Домінік Еннекен                            |
| 19-та (1994) | • Палити/Не палити                     | Smoking / No Smoking                            | Бернар Бат та Жерар Ламп                                |
| 20-та (1995) | • Фарінеллі-кастрат                    | Farinelli                                       | Жан-Поль Муґель та Домінік Еннекен                      |
| 20-та (1995) | • Леон                                 | Léon                                            | Пєр Ескофф'є, Франсуа Гру, Жерар Ламп та Бруно Таррієре |
| 20-та (1995) | • Три кольори: Червоний                | Trois Couleurs : Rouge                          | Вільям Флаголее та Жан-Елод Лоре                        |
| 21-ша (1996) | • Гусар на даху                        | Le Hussard sur le toit                          | Жан Гудьє, Пєр Ґаме та Домінік Еннекен'                 |
| 21-ша (1996) | • Ненависть                            | La Haine                                        | Домінік Далмасс та Венсан Туллі                         |
| 21-ша (1996) | • Неллі та пан Арно                    | Nelly et Monsieur Arnaud                        | П'єр Ленуар та Жан-Поль Любліє                          |
| 22-га (1997) | • Мікрокосмос                          | Microcosmos : le peuple de l'herbe\|Microcosmos | Філіп Барбо, Бернар Леруа та Лоран Квальо               |
| 22-га (1997) | • Капітан Конан                        | Capitaine Conan                                 | Мішель Деруа та Жерар Ламп                              |
| 22-га (1997) | • Насмішка                             | Ridicule                                        | Жан Гудьє, Домінік Еннекен та Поль Лане                 |
| 23-тя (1998) | • Відомі старі пісні                   | On connaît la chanson                           | П'єр Ленуар, Жан-П'єр Лафорс та Мішель Клошендлер       |
| 23-тя (1998) | • П'ятий елемент                       | Le Cinquième Élément                            | Даніель Бріссо                                          |
| 23-тя (1998) | • Кузен                                | Le Cousin                                       | П'єр Ґаме та Жерар Ламп                                 |
| 24-та (1999) | • Таксі                                | Taxi                                            | Венсан Туллі та Венсан Арнарді                          |
| 24-та (1999) | • Ті, хто мене любить, поїдуть потягом | Ceux qui m'aiment prendront le train            | Жан-П'єр Лафорс, Надін Мюз та Гійом С'яма               |
| 24-та (1999) | • Вандомська площа                     | Place Vendôme                                   | Жан-П'єр Дюре та Домінік Еннекен                        |
| 25-та (2000) | • Жанна д'Арк                          | Jeanne d'Arc                                    | Венсан Туллі та Франсуа Гру                             |
| 25-та (2000) | • Дівчина на мосту                     | La Fille sur le pont                            | Домінік Еннекен та Поль Лане                            |
| 25-та (2000) | • Діти природи                         | Les Enfants du marais                           | Вільям Флаголле та Гійом С'яма                          |

### 2000-і
| Церемонія    | Фільм (українська назва)             | Оригінальна назва                         | Звукооператор(и)                                                                     |
| ------------ | ------------------------------------ | ----------------------------------------- | ------------------------------------------------------------------------------------ |
| 26-та (2001) | • Гаррі — друг, який бажає вам добра | 'Harry, un ami qui vous veut du bien'     | Жерар Арді, Жерар Ламп та Франсуа Морель                                             |
| 26-та (2001) | • Багряні ріки                       | Les rivières pourpres                     | Сиріл Гольтц та Венсан Туллі                                                         |
| 26-та (2001) | • Кроль танцює                       | Le roi danse                              | Домінік Далмасс та Анрі Морель                                                       |
| 27-ма (2002) | • Читай по губах                     | Sur mes lèvres                            | Марк-Антуан Бельдан, Сиріл Гольтц та Паскаль Віллар                                  |
| 27-ма (2002) | • Амелі                              | Le fabuleux destin d'Amélie Poulain       | Венсан Арнарді, Лорен Коссаян, Жерар Арді та Жан Юманський                           |
| 27-ма (2002) | • Братство вовка                     | Le pacte des loups                        | Сиріл Гольтц та Жан-Поль Мугель                                                      |
| 28-ма (2003) | • Піаніст                            | The Pianist                               | Жан-Марі Блондель, Жерар Арді та Дін Гамфріс                                         |
| 28-ма (2003) | • 8 жінок                            | 8 femmes                                  | П'єр Ґаме, Бенуа Гільбран та Жан-П'єр Лафорс                                         |
| 28-ма (2003) | • Амінь                              | Amen.                                     | Домінік Ґаборо та П'єр Ґаме                                                          |
| 29-та (2004) | • Тільки не в губи                   | Pas sur la bouche                         | Жан-Марі Блондель, Жерар Арді та Жерар Ламп                                          |
| 29-та (2004) | • Щасливої дороги!                   | Bon voyage                                | П'єр Ґаме, Jean Goudier та Домінік Еннекен                                           |
| 29-та (2004) | • Заблудні                           | Les égarés                                | Олів'є Гуанар, Жан-П'єр Лафорс, Жан-П'єр Мугель                                      |
| 30-та (2005) | • Хористи                            | Les choristes                             | Ніколя Кантін, Ніколя Нажелан та Даніель Собріно                                     |
| 30-та (2005) | • Набережна Орфевр, 36               | 36 Quai des Orfèvres                      | П'єр Мертен, Франсуа Мюрель, Сільван Лассер та Жоель Рангон                          |
| 30-та (2005) | • Довгі заручини                     | Un long dimanche de fiançailles           | Венсан Арнарді, Жерар Арді та Жан Юманський                                          |
| 31-ша (2006) | • Марш пінгвінів                     | La marche de l'empereur                   | Лорен Квальо та Жерар Лам                                                            |
| 31-ша (2006) | • І моє серце завмерло               | De battre mon cœur s'est arrêté           | Філіп Амуро, Сиріл Гольтц, Бріджит Тайландьє та Паскаль Віллар                       |
| 31-ша (2006) | • Габріель                           | Gabrielle                                 | Олів'є До Хуу, Бенуа Гіллебрант та Гійом Сіама                                       |
| 32-га (2007) | • Коли я був співаком                | Quand j'étais chanteur                    | Габріель Гафнер та Франсуа Мусі                                                      |
| 32-га (2007) | • Патріоти                           | Indigènes                                 | Олів'є Еспель, Олів'є Валькзак, Франк Рубіо та Томас Гаудер                          |
| 32-га (2007) | • Леді Чаттерлей                     | Lady Chatterley                           | Жан-Жак Ферран, Ніколя Моро та Жан-П'єр Лафорс                                       |
| 32-га (2007) | • Серця                              | Cœurs                                     | Жан-Марі Блондель, Тома Дежонкер та Жерар Лам                                        |
| 32-га (2007) | • Не кажи нікому                     | Ne le dis à personne                      | П'єр Ґаме, Жан Гудьє та Жерар Лам                                                    |
| 33-тя (2008) | • Життя у рожевому кольорі           | La Môme                                   | Лоран Зейліґ, Паскаль Віллар, Жан-Поль Урьє та Марк Дуасне                           |
| 33-тя (2008) | • Усі пісні лише про кохання         | Les Chansons d'amour                      | Гійом Ле Браз, Валері Делоф, Аньєс Реве та Тьєррі Делор                              |
| 33-тя (2008) | • Скафандр і метелик                 | Le Scaphandre et le papillon              | Жан-Поль Мюжель, Франсіс Варньє та Домінік Ґаборо                                    |
| 33-тя (2008) | • Персеполіс                         | Persepolis                                | Тьєррі Лебон, Ерік Шевальє та Самі Барде                                             |
| 33-тя (2008) | • Близькі вороги                     | L'Ennemi Intime                           | Антуан Дефландре, Жермен Буле та Ерік Тіссеран                                       |
| 34-та (2009) | • Ворог держави № 1: частини 1 та 2  | L'Instinct de mort та L'Ennemi public n°1 | Жан Мінондо, Жерар Арді, Александр Відмер, Лоїк Прайян, Франсуа Гру та Ерве Буйретте |
| 34-та (2009) | • Різдвяна казка                     | Un conte de Noël                          | Жан-П'єр Лафорс, Ніколя Кантін та Сільван Мальбрант                                  |
| 34-та (2009) | • Клас                               | Entre les murs                            | Олів'є Мовезен, Аньєс Реве та Жан-П'єр Лафорс                                        |
| 34-та (2009) | • Париж! Париж!                      | Faubourg 36                               | Даніель Собріно, Роман Дімні та Венсан Гужон                                         |
| 34-та (2009) | • Серафіна з Санліса                 | Séraphine                                 | Філіп Вандердріш, Еммануель Крозе та Інґрід Рале                                     |
| 35-та (2010) | • Концерт                            | Le Concert                                | П'єр Ескоф'є, Бруно Таррієре та Селім Аззазі                                         |
| 35-та (2010) | • Ласкаво просимо                    | Welcome                                   | П'єр Мертен, Лорен Квальо та Ерік Тіссеран                                           |
| 35-та (2010) | • Спочатку                           | À l'origine                               | Франсуа Мюз та Габріель Гафнер                                                       |
| 35-та (2010) | • Пророк                             | Un prophète                               | Бріджіт Таіландьє, Франсуа Варґньє та Жан-Поль Урьє                                  |
| 35-та (2010) | • Невдахи                            | Micmacs à tire-larigot                    | Жан Юманський, Жерар Арді та Венсан Арнарді                                          |

### 2010-і
| Церемонія    | Фільм (українська назва)                 | Оригінальна назва                          | Звукооператор(и)                                                 |
| ------------ | ---------------------------------------- | ------------------------------------------ | ---------------------------------------------------------------- |
| 36-та (2011) | • Генсбур. Герой і хуліган               | Gainsbourg (Vie héroïque)                  | Данієль Собріно, Жан Гудьє та Сиріл Ольц                         |
| 36-та (2011) | • Океани                                 | Océans                                     | Філіп Барбо, Жером Вікіяк та Флоран Лавалле                      |
| 36-та (2011) | • Примара                                | The Ghost Writer                           | Жан-Марі Блондель, Тома Дежонтьє та Дін Гампфрі                  |
| 36-та (2011) | • Про людей і богів                      | Des hommes et des dieux                    | Жан-Жак Ферран, Венсан Гуйон та Ерік Боннар                      |
| 36-та (2011) | • Турне                                  | Tournée                                    | Олів'є Мовезін, Северін Фаврійо та Стефан Тібо                   |
| 37-ма (2012) | • Управління державою                    | L'Exercice de l'État                       | Олів'є Еспель, Джулі Брента та Жан-П'єр Лафорс                   |
| 37-ма (2012) | • 1+1                                    | Intouchables                               | Паскаль Арман, Жан Гудьє та Жан-Поль Урьє                        |
| 37-ма (2012) | • Будинок терпимості                     | L'Apollonide: Souvenirs de la maison close | Жан-П'єр Дюре, Ніколя Моро та Жан-П'єр Лафорс                    |
| 37-ма (2012) | • Паліція                                | Polisse                                    | Ніколя Прово, Рим Дебар-Мунір та Еммануель Крозе                 |
| 37-ма (2012) | • Я оголошую війну                       | La Guerre est déclarée                     | Андре Ріґо, Себастьєн Савін та Лоран Ґабйо                       |
| 38-ма (2013) | • Мій шлях                               | Cloclo                                     | Антуан Дефляндр, Жермен Буле та Ерік Тіссеран                    |
| 38-ма (2013) | • Корпорація «Святі мотори»              | Holy Motors                                | Ерван Керзане, Жозефіна Родрігес та Еммануель Крозе              |
| 38-ма (2013) | • Кохання                                | Amour                                      | Гійом Сіама, Надін М'юз та Жан-П'єр Лафорс                       |
| 38-ма (2013) | • Іржа та кістка                         | De rouille et d'os                         | Брижіт Тайланьє, Паскаль Віллар та Жан-Поль Урьє                 |
| 38-ма (2013) | • Прощавай, моя королево                 | Les Adieux à la reine                      | Брижіт Тайланьє, Франсіс Варньє та Олів'є Гуенар                 |
| 39-та (2014) | • Міхаель Кольхаас                       | Michael Kohlhaas                           | Жан-П'єр Дюре, Жан Малле та Мелісса Петіжа                       |
| 39-та (2014) | • Венера в хутрі                         | La Vénus à la fourrure                     | Люсьєн Балібар, Сиріл Гольтц та Надін М'юз                       |
| 39-та (2014) | • Я, знову я та мама                     | Les Garçons et Guillaume, à table!         | Марк-Антуан Бельден, Олів'є До Хуу та Лоїк Пріан                 |
| 39-та (2014) | • Життя Адель                            | La Vie d'Adèle – Chapitres 1 & 2           | Фаб'єн Поше                                                      |
| 39-та (2014) | • Незнайомець на озері                   | L'Inconnu du lac                           | Філіп Грівель та Наталі Відаль                                   |
| 40-ва (2015) | • Тімбукту                               | Timbuktu                                   | Філіп Вельш, Роман Дімні та Тьєррі Делор                         |
| 40-ва (2015) | • Дівоцтво                               | Bande de filles                            | П'єр Андре та Даніель Собріно                                    |
| 40-ва (2015) | • Люди і птахи                           | Bird People                                | Жан-Жак Ферран, Ніколя Моро та Жан-П'єр Лафорс                   |
| 40-ва (2015) | • Винищувачі                             | Les Combattants                            | Жан-Люк Оді, Гійом Бушату та Нільс Барлетта                      |
| 40-ва (2015) | • Святий Лоран. Страсті великого кутюр'є | Saint Laurent                              | Ніколя Кантен, Ніколя Моро та Жан-П'єр Лафорс                    |
| 41-ша (2016) | • «Маргарита»                            | Marguerite                                 | Франсуа Музі, Габріель Гафнер                                    |
| 41-ша (2016) | • «Діпан»                                | Dheepan                                    | Даніель Сорбіно, Велері Делюф, Сиріл Гольтц                      |
| 41-ша (2016) | • «Мій король»                           | Mon roi                                    | Ніколя Прово, Аньєс Равез, Еммануель Крозе                       |
| 41-ша (2016) | • «Мустанг»                              | Mustang                                    | Ібрагім Гок, Дам'єн Гійом, Олів'є Гуйнар                         |
| 41-ша (2016) | • «Три спогади моєї юності»              | Trois souvenirs de ma jeunesse             | Ніколя Конта, Сільвен Мельбран, Стефан Тібо                      |
| 42-га (2017) | • «Одіссея»                              | L'Odyssée                                  | Марк Енгельс, Фред Думольдер, Сільван Реті, Жан-Поль Юрі         |
| 42-га (2017) | • «Шоколад»                              | Chocolat                                   | Бріжит Таянд'ї, Вінсент Гійон, Стефан Тібо                       |
| 42-га (2017) | • «Вона»                                 | Elle                                       | Жан-Поль Мужель, Алексіс Пляс, Сиріл Гольц, Дам'єн Лаццеріні     |
| 42-га (2017) | • «Франц»                                | Frantz                                     | Мартін Боссу, Бенуа Ґарґонн, Жан-Поль Юрі                        |
| 42-га (2017) | • «Ілюзія кохання»                       | Mal de pierres                             | Жан-П'єр Дюре, Сільван Мальбро, Жан-П'єр Лафорс                  |
| 43-тя (2018) | • «Барбара»                              | Barbara                                    | Олів'є Мувзан, Ніколя Моро та Стефан Тібо                        |
| 43-тя (2018) | • «1+1=Весілля»                          | Le Sens de la fête                         | Паскаль Арман, Селім Аззазі та Жан-Поль Юр'ї                     |
| 43-тя (2018) | • «120 ударів на хвилину»                | 120 battements par minute                  | Жульєн Сікар, Валері де Льоф та Жан-П'єр Лафорс                  |
| 43-тя (2018) | • «До побачення там, нагорі»             |                                            | Жан Мінондо, Ґурваль Коїк-Ґаллас, Сиріл Ольц та Деміен Ладзеріні |
| 43-тя (2018) | • «Сире»                                 | Grave                                      | Матьє Декам, Северин Фаврію та Стефан Тібо                       |
| 44-та (2019) | • «Брати Сістерс»                        | Les frères Sisters                         | Брижитт Тайландьє, Валері де Лоф та Сиріл Ольц                   |
| 44-та (2019) | • «Біль»                                 | La douleur                                 | Антуан-Базиль Мерсьє, Давид Вранкен та Алін Гавруа               |
| 44-та (2019) | • «Гі»                                   | Guy                                        | Ів-Марі Омнес, Антуан Бодуен та Стефан Тібо                      |
| 44-та (2019) | • «Опіка»                                | usqu'à la garde                            | Жульєн Сікар, Жульєн Ройг та Вінсент Верду                       |
| 44-та (2019) | • «Щасливі невдахи»                      | Le grand bain                              | Седрік Делоше, Ґвеннол Ле Борне та Марк Доїн                     |